# Mabon
Mabon, též Mabon ap Modron „Mabon, syn Modron“, je postava z velšské mytologie, syn Modron, objevující se v příběhu Culhwch a Olwen, zhruba z roku 1100. Mabon má nejspíše společný původ s galským bohem Maponem, který je zase spojován s galským „Apollónem“ a irským Óengusem Ógem. Titul velšské sbírky pověstí Mabinogi může podle lingvisty Erica Hampa znamenat „látka o (božském) Mabonovi“. Jako Mabon se také označuje jeden ze svátků novopohanského Kola roku, spadající na podzimní rovnodennost. Mezi novopohany je Mabon často chápán jako bůh světla, druhé sklizně a jeho matka Modron jako Matka Země. Souvislost mezi velšskou postavou a svátkem je ovšem některými novopohany vnímána jako sporná či přímo nesmyslná, a tak název Mabon pro podzimní rovnodennost odmítají.
Podle příběhu Culhwch a Olwen byl lovec Mabon své matce Modron unesen už ve věku tří let, ale pak o něm nikdy neslyšela až do doby, kdy ho osvobodil hrdina Culhwch, bratranec krále Artuše. Ten usiloval o ruku krásné Olwen, dcery obra Ysbaddadena, a aby jí získal, musel splnit čtyřicet úkolů jejího otce. Jednou z úloh je i zajištění pomoci Mabona, uvězněného v hradu Gloucester, který má být  nejstarší ze všech živých bytostí. Potom, co Culhwch zlomil jeho prokletí a osvobodil jej mu Mabon pomohl získat od Taredda Trwytha, kance-prokletého krále, trojice vzácných nástrojů. Kromě tohoto textu je zmiňován v Triádách jako jeden ze Tří vznešených vězňů v Británii.